# Mozambikban történt légi közlekedési balesetek listája
A Mozambikban történt légi közlekedési balesetek listája mind a halálos áldozattal járó, mind pedig a kisebb balesetek, meghibásodások miatt történt, gyakran csak az adott légiforgalmi járművet érintő baleseteket is tartalmazza évenkénti bontásban.

## Mozambikban történt légi közlekedési balesetek

### 1986
- 1986. március 30., Pemba közelében. Egy szovjet Antonov An–26 típusú utasszállító repülőgép hajtómű hiba miatt lezuhant. A balesetben 44 fő vesztette életét. Öt fő túlélte a balesetet.[1]